# Sarah Williams
Sarah Williams  è un personaggio immaginario, protagonista del film fantasy musicale del 1986 Labyrinth. È interpretata da Jennifer Connely e doppiata in italiano da Ilaria Stagni.
Creato dal regista Jim Henson e dallo scrittore Dennis Lee, il personaggio è stato sviluppato da numerosi colleghi, tra cui le sceneggiatrici Laura Phillips ed Elaine May, nonché dal produttore esecutivo George Lucas. Sarah è il personaggio centrale di Labyrinth, nella cui immaginazione esistono le ambientazioni e i personaggi fantasy del film, basati sui libri, i poster e i giocattoli nella sua camera da letto. Elementi della sua avventura sono stati ispirati da fiabe e storie classiche, nonché da romanzi della letteratura fantasy come Alice nel paese delle meraviglie e Il mago di Oz.
L'accoglienza riservata al personaggio all'uscita del film è stata contrastante, sebbene nei decenni successivi sia stata rivalutata in positivo; il ruolo ha lanciato Connely alla fama internazionale e tuttora rimane una delle sue interpretazioni più note.

## Concezione e sviluppo
Labyrinth nacque dalla collaborazione tra il regista Jim Henson e il designer Brian Froud, in seguito alla loro precedente collaborazione, Dark Crystal (1982). Nel realizzare Labyrinth, Henson voleva creare un film che combinasse elementi di fiabe e storie classiche in una sceneggiatura che potesse piacere a un pubblico moderno. Secondo Froud, lui e Henson decisero di avere personaggi umani nei ruoli principali per rendere Labyrinth "più accessibile e immediato" rispetto a Dark Crystal, che aveva come personaggi solo creature immaginarie realizzate tramite pupazzi. Henson spiegò che avevano strutturato Labyrinth "in modo che l'umano portasse l'intero quadro della storia" e fungesse da "ponte" tra i pupazzi e il pubblico.
Durante la produzione, furono valutati diversi possibili protagonisti per il film: un ragazzo, un re il cui bambino è stato posto sotto un incantesimo, la principessa di un mondo fantastico e una ragazza dell'Inghilterra vittoriana. Hensen disse che si decise di rendere il personaggio principale una ragazza per la massiccia presenza di protagonisti maschili nei film di avventura. Per rendere il film più commerciale, Sarah fu resa un'adolescente "normale" dei contemporanei Stati Uniti degli Anni Ottanta. Henson dichiarò che Labyrinth voleva parlare del processo di crescita e maturità, mostrando una giovane ragazza che abbandona i pensieri infantili per assumersi la responsabilità della propria vita.
Secondo il co-sceneggiatore Dennis Lee, lui e Henson definirono delle caratteristiche principali per Sarah: "coraggiosa, vivace, piena di spirito" e "molto volubile, in bilico sull'orlo della femminilità e capace di provare versioni molto diverse di chi potrebbe essere". Hensen voleva anche che fosse viziata e petulante all'inizio del film, affinché potesse maturare nel corso della storia. Riconoscendo che il personaggio non avrebbe potuto sperimentare ogni aspetto della maturità nel corso di un'ora e mezza di film, Henson decise di concentrarsi sull'assunzione delle proprie responsabilità durante la crescita, nello specifico nel badare al fratello minore affidato alle sue cure.
Secondo Lisa, la figlia maggiore di Hensen, la personalità di Sarah è stata parzialmente ispirata a quella della secondogenita di Hensen, Cheryl, la quale aveva una visione "romantica" del mondo e da adolescente era appassionata di fantasy e teatro. Cheryl si è occupata di gestire i pupazzi sul set del film e ha ammesso di aver ispirato molti aspetti del personaggio, come il fatto che fosse "un po' egoista e un po' troppo intelligente per il suo bene", oltre al suo desiderio di fuggire in un mondo fantastico. Jim Hensen aveva tre figlie durante le riprese di Labyrinth e le aveva viste attraversare lo stesso periodo adolescenziale di Sarah; ciò ha contribuito a dare una rappresentazione onesta del personaggio.
Durante le oltre venticinque iterazioni della sceneggiatura del film, il personaggio ha subito numerose modifiche affinché potesse risultare simpatico e facilmente immedesimabile per il pubblico. Henson assunse Laura Phillips, sceneggiatrice di Fraggle Rock, per riscrivere la sceneggiatura di Terry Jones, fornendo maggiori approfondimenti sulla vita interiore e sugli interessi personali di Sarah. Henson chiese anche il contributo di George Lucas, produttore esecutivo del film, della sceneggiatrice Elaine May e di numerosi colleghi. Lucas consigliò di basare la struttura del viaggio di Sarah sulle imprese mitologiche e sul lavoro di Joseph Campbell; i contributi di May "umanizzarono i personaggi" e resero Sarah "una ragazza più autentica". Durante la produzione, si evidenziò l'importanza della riflessione del viaggio emotivo di Sarah attraverso le immagini del film. Froud suggerì a Henson l'idea di un labirinto come ambientazione per il film, per usarlo come simbolo della mente di Sarah data la sua somiglianza con un cervello umano. Secondo Lee, l'uso del lavoro dell'artista grafico M.C. Escher come base per una delle scenografie (la scena della scala "Escher") servì a creare una scena in cui Sarah è forzatamente distaccata dalle sue precedenti ipotesi date per scontate sull'affidabilità dei suoi sensi e sulla sua percezione del tempo e dello spazio.
Il mondo onirico del Labirinto creato per il film è incentrato su Sarah, con le influenze del film che sono anche le influenze della sua mente. Henson affermò: "il mondo in cui Sarah entra esiste nella sua immaginazione. Il film inizia nella sua camera da letto e si vedono tutti i libri che ha letto crescendo: Il mago di Oz, Alice nel paese delle meraviglie, le opere di Maurice Sendak. Il mondo in cui entra mostra elementi di tutte queste storie che l'hanno affascinata da bambina".  Altri titoli mostrati brevemente nella stanza di Sarah all'inizio del film sono Attraverso lo specchio, Le fiabe dei fratelli Grimm, un libro di fiabe di Hans Christian Andersen e Biancaneve Annual di Walt Disney. Gli gnomi che vengono a portare via suo fratello, così come il monologo di Sarah che recita per sconfiggere il Re dei Goblin, provengono dalla sua storia preferita, un'opera teatrale chiamata "Il Labirinto" che prova all'inizio del film. Le esperienze di Sarah nel Labirinto riflettono anche gli oggetti mostrati nella sua stanza. Molti dei personaggi che incontra assomigliano ai suoi giocattoli, tra cui una statuetta del Re dei Goblin. Il Labirinto stesso assomiglia al suo gioco da tavolo labirinto-puzzle. L'abito che Sarah indossa nel suo sogno da sala da ballo adorna una bambola in miniatura sul suo carillon, che suona anche la stessa melodia del suo sogno. Uno degli ostacoli che Jareth pone a Sarah ricorda il disco "Slashing Machine" sul suo scaffale, e il confronto finale di Sarah con il re avviene in una stanza che ricorda il suo poster della Relatività di Escher.
Alcuni dei libri e dei poster di Sarah erano gli stessi dei preferiti dell'infanzia di Henson e riflettevano anche gli interessi dei suoi figli. Henson disse che "mettendo tutte quelle cose nella stanza di Sarah come se lei sognasse" resero il film "un omaggio a tutte le cose che amiamo".

### Casting e riprese
Per il ruolo di Sarah, un personaggio in progressiva maturazione, Henson cercò una ragazza che aderisse a tale fascia di età. Le audizioni iniziarono nel Regno Unito nell'aprile del 1984; Helena Bonham Carter fece il provino caratterizzando Sarah come una ragazza "cupa e cinica", ma fu scartata quando si decise di prendere una ragazza americana. Le audizioni, negli Stati Uniti, si svolsero mensilmente fino al gennaio 1985. Tra UK e USA fecero il provino 150 ragazze. Tra le candidate americane c'erano Jane Krakowski, Mary Stuart Masterson, Yasmine Bleeth, Sarah Jessica Parker, Laura San Giacomo, Laura Dern, Ally Sheedy, Maddie Corman, Kerri Green, Lili Taylor, Mia Sara, Marisa Tomei, Molly Ringwald, Trini Alvarado, Tracey Gold, Claudia Wells, Jill Schoelen e Danielle von Zerneck.
Verso la fine del processo di casting, Krakowski, Sheedy e Corman furono considerate le migliori candidate. Leggendo per la parte nel gennaio 1985, l'allora quattordicenne Jennifer Connelly "conquistò Jim [Henson]" e lui la scelse entro una settimana. Ricordando l'audizione di Connelly, Henson disse: "Lesse le battute in modo fantastico, poi fece un'improvvisazione che mi diede i brividi... era semplicemente un'attrice perfetta".  Sentiva che Connelly era "perfetta" per il ruolo poiché era "proprio in quel momento della sua vita in cui Sarah era nel film". Connelly si trasferì in Inghilterra nel febbraio 1985 prima delle prove di Labyrinth, e trascorse sette mesi tra marzo e settembre 1985 girando il film ai Thorn-EMI Elstree Studios di Londra. Essendo una grande fan di Sesame Street, Connely disse di aver "amato" lavorare con Henson.
Sarah fu il quarto ruolo cinematografico di Connelly. Discutendo la sua comprensione della parte, Connelly disse che Labyrinth parla di "una sorta di risveglio... una giovane ragazza che esce sua infanzia, che sta diventando consapevole delle responsabilità che derivano dalla crescita". Spiegò che Sarah impara "che non può più aggrapparsi alla sua infanzia. Deve cambiare e deve aprirsi ad altre persone e ad altre cose". Connelly collegò lo sviluppo del personaggio alla propria esperienza dell'adolescenza, dicendo che, mentre il cambiamento di Sarah da bambina ad adulta è come un "interruttore on-off", per lei "è più una progressione graduale. In un certo senso, non voglio crescere, ma ho sempre saputo che sarebbe successo. Non ho cercato di fermarlo. In questo, Sarah ed io siamo diverse".
Connelly si è divertita a girare Labyrinth , descrivendo l'esperienza come "gioiosa", "magica" e il set cinematografico come "come un paese delle meraviglie" per lei, sebbene richiedesse un notevole lavoro anche dal punto di vista fisico. Sarah è uno dei pochi personaggi umani in Labyrinth, e inizialmente Connelly trovò difficoltà nell'interagire in modo naturale con i pupazzi con cui condivideva molte scene. Paragonando l'esperienza alla recitazione con gli animali, superò il problema iniziando a vederli come personaggi reali piuttosto che pupazzi. Connelly costruì un buon rapporto con Jim Henson, sentendo che la capiva molto bene perché aveva una figlia della sua stessa età. Trovò la direzione di Henson sia creativa che ricettiva alle sue idee, dicendo: "Ha un'idea molto positiva di come dovrebbe essere una scena, ma se fai qualcosa di diverso, dirà: 'Beh, non è quello che avevo in mente, ma mi piace anche così. Andiamo avanti"". Connelly si divertì a lavorare al fianco del suo co-protagonista David Bowie, dal quale imparò a "lasciarsi andare" durante la recitazione. Connelly completò la maggior parte delle sue scene in due o tre riprese, ad eccezione di quelle molto tecniche o coinvolgenti pupazzi complessi. La sua acrobazia più difficile fu la sequenza del "corridoio di mani" in cui venne fatta scendere da un pozzo di nove metri in uno stampo del corpo attaccato a una barra incernierata, accompagnata da una telecamera montata su una pista verticale di dodici metri. Nonostante Connelly nominò la scena della sala da ballo come la sua preferita da girare, disse che "non aveva alcuna abilità" nel ballo da sala, e dovette prendere lezioni dalla coreografa della scena, Cheryl McFadden. Aveva un tutor sul set in modo da poter continuare a studiare mentre lavorava al film.

### Costume
L'abito principale del personaggio, composto da un'ampia camicia bianca "da poeta", un gilet di broccato e un paio di jeans, è stato ideato da Brian Froud e dalla costumista Ellis Flyte in modo che "non la collocasse esattamente in questo mondo" e sembrasse appropriato in un mondo fiabesco, con i jeans volti a mantenerle un aspetto moderno. Sarah viene presentata per la prima volta nel film indossando un abito in stile medievale (per far credere agli spettatori di trovarsi nel passato), che si rivela poi essere un costume teatrale.
Nella scena del ballo in maschera, Sarah indossa un abito da sera argentato con maniche a sbuffo e ricami dorati. I costumisti volevano che il personaggio sembrasse "una principessa ultraterrena", e disegnarono il suo vestito con una combinazione di colori argento e menta per distinguerla dalle altre persone nella scena. L'abito da ballo di Sarah era fatto di lamé argento e carta arcobaleno iridescente, ricoperto di pizzo e gioielli sul corpetto e indossato con una paniers sotto la gonna. Secondo Flyte, ci vollero molte prove con la telecamera per ottenere l'effetto "etereo" del design finale dell'abito. Secondo Froud, Henson originariamente voleva che i capelli di Connelly fossero arricciati per la scena, ma Froud "inorridì" alla prospettiva e i genitori di Connelly disapprovarono, poiché non volevano che sembrasse troppo adulta. Lavorando con i parrucchieri del film, Froud alla fine ideò uno stile "Art Nouveau" per i capelli di Connelly con foglie d'argento e viticci intrecciati ai lati, "qualcosa che era connesso alla natura eppure aveva una certa raffinatezza". I suoi capelli erano decorati con particelle di colla gioiello.
Sarah è raffigurata nel suo abito da ballo sul poster promozionale del film, disegnato e dipinto da Ted CoConis. Henson insistette affinché Sarah fosse ritratta in jeans; tuttavia, CoConis ignorò questo suggerimento poiché lo riteneva "inappropriato per l'aspetto e le sensazioni del dipinto, nonché per il film stesso. [Sarah] doveva semplicemente indossare quello splendido abito".

## Biografia del personaggio
Sarah Williams è una ragazza di sedici anni che vive con il padre, la matrigna, il fratellastro neonato Toby e il cane Merlino; è un'appassionata di storie fantasy e di teatro. Un giorno, si trova in un parco a provare un monologo dello spettacolo "Il Labirinto", di cui non si ricorda l'ultima battuta, e rincasa tardi. Viene rimproverata dalla matrigna perché doveva occuparsi di Toby, dopodiché i genitori escono. Sarah si arrabbia con il fratello nel vederlo in possesso di Lancillotto, il suo orsacchiotto preferito; insofferente al continuo pianto del bambino, invoca il "re del Goblin" affinché venga a prendere il bambino.
Con grande sorpresa di Sarah, Toby viene davvero rapito e si presenta alla ragazza Jareth, il Re dei Goblin, che le offre tutto ciò che desidera in cambio del bambino. Pentitasi di quanto accaduto, Sarah rifiuta e chiede indietro il fratello. Toby è stato portato nel castello di Jareth, che si trova al centro di un labirinto fantastico, e il sovrano dà a Sarah tredici ore per recuperare il bambino prima che Toby diventi anch'egli un goblin e rimanga per sempre nel regno.
Nonostante le difficoltà, Sarah riesce a farsi strada nel Labirinto. Incontra e fa amicizia con l'irascibile nano Goggle, il mostro buono Ludo, il fox terrier antropomorfo Sir Didymus e il suo "destriero" Ambrosius, un pastore tedesco. La ragazza viene continuamente ostacolata da Jareth e dai sui sgherri; Goggle viene ricattato da Jareth per far mangiare a Sarah una pesca incantata che la fa addormentare e la porta a sognare un ballo in maschera dove Jareth cerca di sedurla, ma lei riesce a respingerlo e a riacquistare il ricordo della sua missione.
Con l'aiuto dei suoi nuovi amici, Sarah sconfigge l'esercito dei goblin e raggiunge il castello per affrontare da sola Jareth. Quest'ultimo la tenta nuovamente promettendole di essere il suo schiavo se, il cambio, lei lo tema, ami e gli obbedisca. Sarah riesce a tornare a casa con Toby dopo aver ricordato la battuta finale del monologo, ossia "Non hai alcun potere su di me".
Avendo capito quanto sia importante Toby per lei, Sarah gli regala Lancillotto. Dopo il rientro dei genitori, la ragazza in camera sua vede attraverso il riflesso dello specchio gli amici che si è fatta nel Labirinto e ammette che, nonostante ora abbia capito di stare crescendo, sente di aver ancora bisogno di loro nella sua vita. Le creature fantastiche appaiono nella sua stanza per festeggiare con lei.

## Caratterizzazione e temi

### Famiglia e responsabilità
Rita Kempley del Washington Post ha identificato Sarah come "l'ingenua, una giovane donna piena di risorse con una meravigliosa immaginazione, grande coraggio e un sano caso di rivalità tra fratelli ". La sedicenne Sarah è, all'inizio del film, un'adolescente infelice che risente della responsabilità di fare da babysitter al fratellastro che suo padre e la matrigna si aspettano da lei.
Adam Trainer in Senses of Cinema ha scritto che l'introduzione della matrigna indica che Sarah è figlia di divorziati, come lo erano un numero crescente di bambini negli anni '80. Locandine e vari ritagli di giornale nella stanza di Sarah rivelano che sua madre, Linda Williams, è un'attrice teatrale che ha una relazione con un collega e che presumibilmente è poco presente nella vita della figlia. Connelly riteneva che Sarah, all'inizio del film, è "un po' chiusa" a causa della separazione dei suoi genitori e che ha "creato il suo piccolo mondo in cui guarda indietro e si aggrappa ai ricordi, e non vuole accettare il fatto che le cose cambiano e [non] saranno come vuole per sempre".
Identificata dall'accademico T. S. Miller come "la tipica ragazza sognatrice ", Sarah è appassionata al teatro e alle fiabe romantiche, ed è incline a recitare a fingere, usando storie fantasy come una fuga mentale dalla sua infelice vita familiare. Kelcie Mattson di Bitch Flicks ha scritto che mentre il personaggio "vanta una vita emotiva piena e varia" nel corso del film, inizialmente incarna diversi stereotipi negativi delle ragazze adolescenti, come essere immatura, petulante, egoista e gelosa. Descrivendo Sarah come qualcuno che "resiste alla crescita, aggrappandosi alla sua infanzia", Jim Henson ha detto che il personaggio inizia la storia come una "mocciosa viziata" che trascura suo fratello e rifiuta di assumersi la responsabilità della sua vita; questo è racchiuso nell'espressione preferita del personaggio, "Non è giusto!". Mattson ha osservato che il "meccanismo di difesa contro le sue crescenti responsabilità è quello di gettarsi in una fantasia distorta" in cui è vittima dei suoi genitori. Rene Jordan di El Miami Herald ha identificato il personaggio come affetta da "un complesso di Cenerentola"; Sarah modella la sua vita sulle fiabe e cala la sua matrigna benintenzionata nel ruolo di quella "cattiva" tipica delle fiabe. Miller ha paragonato l'eccessivo uso della fantasia da parte di Sarah nella sua vita a quello del personaggio di Jane Austen Catherine Morland. Chris Cabin di Collider ha scritto che la frattura tra Sarah e la sua matrigna stimola "l'umore antiautoritario del film".
L'accademica Andrea Wright ha osservato delle somiglianze tra Labyrinth e le fantasie letterarie e cinematografiche di Alice nel paese delle meraviglie, Il mago di Oz e La camera di sangue, rappresentati ragazze in un ambiente domestico instabile che "entrano in un mondo fantastico dove sono in grado di confrontarsi ed esplorare i problemi associati ai loro sentimenti verso la loro famiglia e la loro casa". L'animosità di Sarah verso suo fratello si trasforma in amore incondizionato quando deve assumersi la responsabilità di salvarlo. Consequence ha scritto che Sarah si redime all'inizio del film quando rifiuta l'offerta di Jareth dei suoi sogni e decide di salvare suo fratello. Il suo arco di redenzione si sviluppa ulteriormente nel corso del film;  Mentre si trova nel Labirinto, Sarah mostra qualità come compassione, rapidità di pensiero e risolutezza, è "disposta a fidarsi degli altri e aperta all'evoluzione del pensiero" e supera il suo "pregiudizio, ingenuità e la sua paura dell'ignoto". L'autrice Brooke Covington ha scritto che il Labirinto è un'allegoria dell'accettazione dell'età adulta e delle responsabilità che ne derivano: Sarah matura durante la sua avventura, liberandosi gradualmente dagli impulsi infantili, diventando meno egoista e imparando ad assumersi la responsabilità delle proprie azioni. Casey Reiland della Duquesne University ha scritto che Sarah è "un personaggio che descrive veramente la lotta che le ragazze devono affrontare mentre crescono" nell'imparare a bilanciare le sue fantasie con le sue responsabilità nella vita reale.

### Crescita personale e capacità di agire
(George Lucas, produttore esecutivo di Labyrinth)
Il sottotesto di Labyrinth è interpretato dai critici come il passaggio di Sarah all'età adulta, incluso il suo risveglio sessuale rappresentato dal Re dei Goblin. Tasha Robinson dell'AV Club ha descritto il film come "un'esplorazione sorprendentemente schietta della guerra tra la sessualità [di Sarah] e i suoi innocenti sogni ad occhi aperti d'infanzia". Henson ha detto che il rapporto di Sarah con i suoi amici - personaggi della sua immaginazione basati sui giocattoli della sua infanzia - dimostra che "Non devi rinunciare alle tue fantasie perché cresci; sono parte di te per tutta la vita". Gli incontri di Sarah con il Re dei Goblin le mostrano che rifugiarsi permanentemente in una fantasia implica cedere il controllo sulla propria vita; l'azione di Sarah di evocare il Re dei Goblin, un personaggio della sua storia preferita in cui si inserisce come suo interesse amoroso, "fondamentalmente rende [Labyrinth] una fanfiction pericolosa". La scena in cui Sarah sogna di ballare con Jareth a un ballo in maschera è stata identificata come uno scenario di realizzazione del desiderio della "fantasia di Cenerentola " di Sarah. Diversi commentatori hanno notato un parallelismo tra la relazione di Sarah con Jareth e quella della madre attrice di Sarah con il suo interesse amoroso co-protagonista (anch'esso interpretato da Bowie): l'autore James Gracey ha osservato "Sarah scopre che anche lei è tentata di fare la stessa scelta [di sua madre] e abbandonare la sua famiglia per una storia d'amore fantastica". Sebbene inizialmente Sarah desideri la libertà dalle sue responsabilità di babysitter, si rende conto che ciò che Jareth le offre "non è potere e libertà, ma isolamento ed egoismo".
Sophie Mayer e Charlotte Richardson Andrews su The Guardian hanno notato che nonostante il significato ebraico del nome Sarah sia "principessa", Sarah rifiuta la sua fantasia di diventarne una quando "scoppia la bolla" del suo sogno. Identificando l'abbandono da parte di Sarah delle sue fantasie da principessa e il rifiuto di essere trattata come tale come il tema centrale di Labyrinth, Bridget McGovern di Tor.com ha scritto che il film "rifiuta sistematicamente il solito tropo della "principessa" attraverso il rifiuto di Sarah di trovare il suo "lieto fine [...] al braccio di Re Jareth". I critici spesso mettono a confronto la decisione di Sarah e quella delle giovani eroine delle fiabe tradizionali, come Cenerentola, Biancaneve e la bella addormentata, che alla fine sposano un pretendente. Come loro, a Sarah vengono offerti il matrimonio, un regno e la possibilità di "passare direttamente dai genitori a um marito, sfuggendo a una matrigna malvagia correndo tra le braccia di un ricco pretendente"; tuttavia, Sarah sceglie invece di "non precipitarsi nell'età adulta prima di essere pronta". Cat Lafuente di TheList.com ha scritto che sebbene l'offerta di Jareth l'avrebbe resa una regina, Sarah la rifiuta "perché non ha bisogno del suo potere, poiché ne ha già un'immensa quantità". Scrivendo per Culteress, Kristen Lopez ha identificato Sarah come un personaggio femminista che "capisce i modi manipolatori e controllanti [di Jareth]" e "alla fine impara che essere sotto il pollice di un uomo non è un modo di vivere", rendendo Labyrinth una "rinfrescante... storia che dice alle ragazze che dovrebbero essere le proprie governanti".
Rookie e HelloGiggles hanno identificato Sarah come un raro esempio di una protagonista femminile in un'avventura fantasy a essere la salvatrice piuttosto che la salvata. Sebbene come una ragazza che sogna un mondo fantastico Sarah sia spesso paragonata ad Alice di Alice nel paese delle meraviglie e a Dorothy Gale del Mago di Oz, Watkins ha notato che Sarah differisce da questi personaggi poiché, a differenza loro, non "inciampa allegramente nella sua avventura". La storia di Labyrinth è guidata dalle decisioni di Sarah, con il suo desiderio che Toby se ne vada che funge da catalizzatore principale della trama. Mentre l'amore di Sarah per suo fratello dà il via alla sua avventura e le sue amicizie le danno forza, sono l'autostima e la resilienza di Sarah le qualità che alla fine le consentono di sconfiggere Jareth. Scrivendo per The Black List Blog, Alissa Teige ha scoperto che la dedizione di Sarah nel salvare suo fratello "la definisce come un modello di coraggio, autonomia e perseveranza", e i metodi logici di risoluzione dei problemi del personaggio nel completare il Labirinto "mostrano alle ragazze che possono sconfiggere qualsiasi ostacolo, se ci si mettono d'impegno". Sophie Mayer di The Guardian ha scritto: "Altrettanto abile nell'usare il suo rossetto come un astuto strumento [di marcatura] o nel combattere i soldati goblin, Sarah [è] abile ed affettiva, né iper-femminile né costretta a una versione mascolinizzata dell'eroismo". Jessica Ellis di HelloGiggles ha scritto che i tratti stereotipicamente femminili del personaggio, come la capacità di Sarah di pensare in modo creativo e di provare empatia, lavorano a suo vantaggio poiché li usa ripetutamente nella sua ricerca. Mary Rockcastle di Bust osservò che "Mentre Sarah dovrebbe sembrare ingenua, le sue decisioni sono rapide e precise e sa esattamente come usare sia i suoi amici che i suoi nemici a suo vantaggio". Sarah resiste attivamente alle tentazioni e alle distrazioni dalla sua ricerca; quando Sarah è soggetta ai capricci irregolari e agli ostacoli elaborati di Jareth, Mattson scrisse, "lei resiste attivamente alla sua narrazione, distorcendo i conflitti per adattarli ai suoi bisogni finché Jareth non diventa quello che reagisce a lei ". I critici identificano la realizzazione di Sarah della propria agenzia come uno dei temi più significativi del film, culminata nel climax nel suo ricordo finale e nella realizzazione delle parole "Non hai alcun potere su di me".

### Analisi archetipica
Sarah è identificata come l'archetipo dell'eroe nel monomito del viaggio dell'eroe. A.C. Wise ha citato Labyrinth come un esempio del modello del viaggio dell'eroe femminile di Maureen Murdock, "un viaggio rivolto verso l'interno che insegna all'eroe qualcosa su se stessa, focalizzandosi sulla famiglia e l'importanza dell'amicizia". Joe Pollack del St. Louis Post-Dispatch ha scritto che il salvataggio di Ludo, "un bestione peloso" da parte di Sarah, sia una rivisitazione della favola Il leone e il topo. Discernendo che Labyrinth ha temi cristiani, Donna White nel suo contributo al libro The Antic Art: Enhancing Children's Literary Experiences Through Film and Video ha identificato Sarah come una figura cristica, perché viene tradita da Hoggle, che rappresenterebbe Giuda, ed è continuamente tentata da Jareth come Gesù con Satana. Il confronto finale di Sarah con Jareth avviene in cima al suo castello, dove lui cerca di persuaderla a rinunciare alla sua autonomia, in modo simile alla tentazione di Satana a Cristo sulla cima della montagna. Brian Froud ha detto che il fatto che Sarah mangi la pesca è il simbolo della mela con cui fu tentata Eva, e "di [Sarah] che entra in una fase [sensuale] della sua vita ... per crescere e acquisire conoscenze". Il critico di AllMusic Steven McDonald ha definito Labyrinth una variante del mito di Persefone.
Il film è stato interpretato da alcuni critici come una variante moderna della fiaba La bella e la bestia. Fairy Tale Review ha tracciato paragoni tra Sarah e la protagonista della fiaba, osservando che Sarah si sacrifica allo stesso modo per il bene di un membro della famiglia, balla e discute con un principe "solo e crudele" e alla fine gli spezza il cuore. Tuttavia, Sarah Monette di Uncanny Magazine ha confutato che Labyrinth sia una rivisitazione de La bella e la bestia perché Sarah non riforma Jareth e ha scritto: "Proprio come Sarah rifiuta Jareth, Labyrinth rifiuta l'incredibilmente pericoloso mito secondo cui l'"amore di una brava donna" può trasformare una bestia in un principe".

## Accoglienza

### Risposta critica
Inizialmente l'accoglienza di Sarah da parte dei critici cinematografici è stata mista. Allen Malmquist di Cinefantastique ha ritenuto Sarah "un eroe passabile" ma ha affermato che "la sua capacità di risolvere enigmi viene dal nulla, e i suoi momenti di intelligenza... arrivano troppo raramente per farti davvero rispettare e tifare per lei". Scrivendo per The Times, Geoff Brown la descrisse come una "giovane eroe insipida e monella" che "suscita all'indifferenza, non simpatia". Rita Rose di The Indianapolis Star ha espresso l'opinione che, poiché Sarah desidera che suo fratello se ne vada, il suo tentativo di riaverlo indietro è "un'impresa spietata [che] rende difficile per noi preoccuparci del suo viaggio: Toby, dopo tutto, sta meglio con gli allegri goblin che con la sua cattiva sorella". Nel frattempo, Joe Pollack del St. Louis Post-Dispatch ha difeso Sarah come un "eroe a cui è permesso di redimere il suo terribile errore". Francie Noyes di The Arizona Republic ha ritenuto che il film non dia abbastanza attenzione al personaggio: "Le viene dato poco da fare se non andare avanti coraggiosamente attraverso [la sua] avventura. Jareth è più dinamico e il nano Goggle è più accattivante di quanto a Sarah sia permesso di essere". Mentre diversi recensori hanno considerato Sarah messa in ombra dai personaggi-burattini e dagli effetti visivi del film, David Sterritt di The Christian Science Monitor ha trovato il film coinvolgente "in gran parte per la sua empatia con [Sarah] - che è sempre al centro della storia, dandole un focus umano che supera i trucchi ostentati e i costumi folli".
Descrivendo il personaggio come "una donna-bambina attraente e padrona di sé in un viaggio significativo", Michael Walsh di The Province ha scritto: "Sarah è un'adolescente contemporanea con un fascino senza tempo". Barry Norman, recensendo Labyrinth per Film '86, ha ritenuto che Sarah non fosse del tutto credibile poiché "come la maggior parte degli adolescenti americani, sembra troppo mondana ed esperta per credere al punto nelle fate e nei goblin", un'opinione espressa anche da Ann Totterdell sul Financial Times. Doug Brode del Post-Standard ha ritenuto che "Sarah potrebbe essere una rappresentazione troppo convincente della gioventù degli anni '80 per il bene del film. È troppo simile ai protagonisti di molte commedie per adolescenti su ragazzi arroganti ed egoisti i cui genitori sono raffigurati come mostri insensibili, anche quando hanno ragione". Pur riconoscendo che il personaggio matura nel corso del film, Sheila Benson del Los Angeles Times ha considerato Sarah "troppo antipatica". Paul Attanasio del Washington Post ha ritenuto che il film e il personaggio mancassero di una morale chiara e che "tutto ciò che Sarah impara è un vago senso della propria indipendenza". Descrivendo Sarah come "un'adolescente curiosamente eccentrica e seriamente snob", Joe Baltake del Philadelphia Inquirer ha creduto che le lezioni del film su "maturità, responsabilità e mondo reale" siano minate dalla scena finale in cui Sarah si riunisce con i suoi amici del Labirinto, "dimostrando che Sarah è dipendente dal suo mondo di fantasia più che mai".
Nei decenni successivi all'uscita del film, il personaggio di Sarah è stato rivalutato molto più in positivo. Heather Roche del Times Colonist ha scritto che la "perseveranza del personaggio nel risolvere il labirinto è stimolante e invia un grande messaggio a tutti gli spettatori". Diversi commentatori hanno considerato Sarah una protagonista identificabile per gli adolescenti a causa delle sue forti emozioni e dei problemi familiari, oltre ad essere facilmente riconoscibile dai bambini che trascorrono molto tempo fantasticando. Zaki Hasan di Fandor ha scritto favorevolmente di Sarah come "una giovane donna intelligente, né ritratta in termini stereotipati né infondatamente sessualizzata", che "non perde mai la sua capacità di agire, anche se forze sinistre cospirano per impedirle di raggiungere il suo obiettivo". Descrivendo il personaggio come un "uragano ormonale... impertinente e schietto ma incredibilmente simpatico", Josh Winning di Total Film ha scritto: "Tra i suoi numerosi sfoghi del tipo "Non è giusto!", la sfacciata sensibilità di Sarah significa che è quantomeno abbastanza intelligente da non apparire intimidita dal Re dei Goblin anche se le sue viscere tremano... Non solo, ma sconfigge il suo nemico usando il cervello e non si affida al Principe Azzurro per venire in suo soccorso". In una retrospettiva del 2012 di Labyrinth, Rebecca Milzoff di Vulture ha trovato "rinfrescante... come Labyrinth offra un tipo diverso di eroe femminile rispetto ai film sulle principesse Disney", poiché l'obiettivo di Sarah non è innamorarsi o trovare marito. Confrontando Labyrinth con i film contemporanei degli anni '80 sugli adolescenti, Sarah Monette di Uncanny Magazine ha osservato che il personaggio di Sarah offre alle ragazze adolescenti il messaggio "estremamente raro" che "va bene non desiderare la versione sessualizzata ed esageratamente femminile dell'età adulta rappresentata dal ridicolo vestito bianco [di Sarah]" e che avere un fidanzato "non è una condizione di vittoria" né essenziale per crescere.
L'interpretazione di Jennifer Connelly nei panni di Sarah inizialmente ha polarizzato i critici e ha ricevuto forti critiche da alcuni recensori. Il critico del Los Angeles Daily News Kirk Honeycutt si è riferito a Connelly come "una giovane attrice insipida e minimamente talentuosa", mentre Gene Siskel del Chicago Tribune l'ha liquidata come "dimenticabile". Notando l'importanza del ruolo, Nina Darnton del New York Times ha trovato l'interpretazione di Sarah da parte di Connelly "deludente", dicendo: "Sembra giusta, ma manca di convinzione". Scrivendo per il Miami News, Jon Marlowe ha espresso l'opinione: "Connelly è semplicemente la persona sbagliata per il lavoro giusto. Ha una voce stridula che inizia a irritarti; quando piange, puoi vedere le cipolle nei suoi occhi". Contrariamente a queste opinioni negative, altri critici hanno elogiato la sua interpretazione: Malcolm L. Johnson dell'Hartford Courant l'ha elogiata definendola accattivante, "carina, fresca e vivace", mentre Lucy Choate Eckberg del Winona Daily News ha espresso l'opinione che Connelly "ruba la scena nella sua interpretazione di Sarah". Acclamando Connelly come "l'eroina più accattivante" dai tempi di Judy Garland in Il Mago di Oz e Elizabeth Taylor in Gran Premio, il reporter dell'Associated Press Bob Thomas ha scritto che "ha una personalità così accattivante che ti fa credere nella sua situazione e nelle creature che incontra". Allo stesso modo, Hal Lipper del St. Petersburg Times si è entusiasmato dicendo che "la Connelly rende l'intera esperienza reale. Agisce in modo così naturale attorno ai burattini che inizi a credere nelle loro qualità realistiche". Frank Miele del Daily Inter Lake ha scritto che Connelly è riuscita a evitare di emulare la caratterizzazione di Dorothy Gale di Garland per il successo del suo personaggio, e "non fa una mossa falsa" nei panni di Sarah.
L'interpretazione di Connelly ha ottenuto un riscontro più positivo negli ultimi decenni. Ian Nathan di Empire ha scritto: "Connelly, ancora nel pieno della giovinezza, è un'eroina piacevolmente composta", mentre Desson Thomson del Washington Post ha descritto la sua interpretazione di Sarah come "precocemente attraente" e "coraggiosa". Bridget McGovern di Tor.com ha scritto: "È un tributo all'interpretazione di Jennifer Connelly il fatto che Sarah riesca a mostrare tutto il martirio iperdrammatico di una sedicenne media, pur apparendo empatica e simpatica: è facile identificarsi con lei".  Pur trovando Sarah "ben lontana dall'essere la protagonista più interessante", Brian Bitner di JoBlo.com ha elogiato "l'incredibile talento" di Connelly per aver dato a Sarah "umanità, grazia, umorismo e sfida". Michael Booth del The Denver Post ha scritto che "gli occhi scintillanti di Connelly e la sua intelligenza innata sono i tratti distintivi del film". Ella Alexander di Glamour ha elogiato l'interpretazione della protagonista da parte di Connelly definendola "rafforzante", mentre Liz Cookman del The Guardian ha scritto: "È sicura di sé e di bell'aspetto, ma non così apertamente sessuale come spesso vengono rappresentate le donne sullo schermo: un modello di ruolo femminile molto più forte di molti disponibili oggi".

## Impatto culturale
Nonostante il basso rendimento al botteghino statunitense all'uscita iniziale, Labyrinth ha raggiunto lo status di film di culto negli anni successivi, grazie alla popolarità dovuta alla distribuzione in videocassetta e alle trasmissioni in tv. Il successo duraturo della pellicola è stato attribuito in gran parte all'arco narrativo del personaggio di Sarah e all'interpretazione di Connelly. Emma Islip di Comic Book Resources ha scritto nel 2020: "Ancora oggi, gli spettatori sono coinvolti nella storia di formazione per tentativi ed errori di [Sarah], nella sua personalità e nel suo posto nel mondo immaginario. Le capacità recitative e il carisma di [Connelly] sono ciò che rende Labyrinth un'impresa così trionfante". La stessa pubblicazione ha ulteriormente esposto l'importanza del ruolo di Connelly in un articolo intitolato "Labyrinth non sarebbe un classico senza Jennifer Connelly". Brian Froud attribuisce la longevità del film alle generazioni di bambini che si sono identificati nel "viaggio emotivo" di Sarah. Alyssa Fikse di Uproxx ha osservato che molti spettatori si rivedono in Sarah perché "riflette quel mix di paura e potenziale" nel "trovarsi sull'orlo della crescita [...] in uno dei periodi più spaventosi della vita di tutti". Ed Power del The Telegraph ha attribuito la longevità di Labyrinth al fatto che è "un raro... film che prende sul serio l'esperienza di essere una giovane donna che cerca la sua strada nel mondo". Kayleigh Donaldson di IGN concorda con questa valutazione e scrive: "L'estetica del film ipnotizza, ma è la vittoria di Sarah su Jareth che amiamo così tanto".
Il personaggio di Sarah ha avuto risonanza soprattutto con il pubblico femminile del film. Secondo Eric Diaz di Nerdist, "il tentativo di Henson di realizzare una moderna storia di Alice nel Paese delle Meraviglie ha avuto riscontro soprattutto con migliaia di giovani ragazze che si sono rivedute in [Sarah]", e la rarità di ragazze poste al centro di fantasie di avventure eroiche è una delle ragioni per cui "così tante ragazze di una certa età trattano Labyrinth come se fosse il loro Star Wars". Demetria Slyt dell'Università del North Dakota ha scritto che la battuta di Sarah, "Non hai alcun potere su di me", in particolare "probabilmente ha avuto un enorme impatto sulle giovani donne" che imparano ad affermare la loro capacità di agire individualmente man mano che maturano. Raccontando che il rifiuto di Jareth da parte di Sarah è stato il primo caso in cui ha visto una donna rifiutare un uomo in un film, Mary Rockcastle di Bust ha scritto che le azioni del personaggio inviano un "messaggio vitale", affermando che "Le bambine in particolare hanno bisogno di vedere film in cui le ragazze non soccombono a relazioni malsane ma piuttosto lottano per la loro famiglia per amore [sic]."
Metro ha incluso Sarah nella sua lista di "19 donne che ogni studentessa degli anni '90 voleva diventare da grande", mentre Bustle ha menzionato Sarah nel suo articolo "7 personaggi femministi dei film d'infanzia che ti hanno reso la donna che sei oggi", scrivendo che il personaggio è un forte modello di ruolo per le ragazze perché "una volta che si rende conto che il mondo non è giusto e che è responsabile del suo destino, può fare qualsiasi cosa". Mom.com ha classificato Sarah nella sua lista delle "50 migliori eroi femminili del cinema di tutti i tempi", citando la sua "intelligenza, intraprendenza e coraggio". SyFy Wire ha descritto Labyrinth come "una delle migliori rappresentazioni della maturazione femminile e del desiderio nella cultura pop degli anni '80", mentre The Arizona Republic lo ha definito come uno degli "8 migliori film che celebrano il girl power" grazie alla "determinazione e al coraggio" di Sarah nel risolvere il Labirinto.
Il ruolo di Sarah di Connelly le ha portato fama internazionale e l'ha resa un'icona tra gli adolescenti. Descritto dall'International Business Times come il ruolo che ha reso Connelly "la cotta di tutti", il personaggio è rimasto una delle interpretazioni di Connelly più note. Nel 1997, Connelly ha detto: "Vengo ancora riconosciuta per Labyrinth dalle bambine nei posti più strani. Non posso credere che mi riconoscano ancora da quel film. È sempre in tv e immagino di avere più o meno lo stesso aspetto [di allora]." Nel 2008, Connelly ha detto di trovare divertente che molte persone continuassero a riconoscerla come Sarah due decenni dopo aver lavorato al film.
L'abito da ballo argentato di Sarah nella scena del ballo in maschera è stato nominato uno degli abiti "più iconici" nella storia del cinema da Cosmopolitan, Wonderwall e Livingly, quest'ultimo definendolo "audace e teatrale come il film stesso". Stylist ha classificato il cambio di costume di Sarah da "jeans larghi e un gilet ricamato" nel suo "fantastico abito da ballo, con acconciatura abbinata anni '80 " tra i "50 migliori cambiamenti di look cinematografici". I costumi indossati da Connelly nei panni del personaggio sono esposti alla mostra del Museum of the Moving Image The Jim Henson Exhibition: Imagination Unlimited, che ha debuttato al Museum of Pop Culture di Seattle prima di aprire nella sua sede permanente a New York City nel 2017. Dreams ha classificato la camera da letto di Sarah come la sesta camera da letto "più iconica" del cinema e della televisione, scrivendo che "esemplifica perfettamente la stanza delle adolescenti degli anni '80, con tanti poster, mobili da camera floreali e giocattoli di peluche che si rivelano essere i personaggi che incontra nella sua ricerca".

## Altre apparizioni

### Romanzo
La trasposizione letteraria di Labyrinth di A. C. H. Smith amplia la relazione di Sarah con la madre assente, l'attrice teatrale Linda Williams, che ha lasciato Sarah e suo padre alcuni anni prima dell'inizio della storia. Nonostante la sottotrama è stata omessa dal film, varie foto di Linda e del suo interesse amoroso co-protagonista (interpretati dalla vera madre di Connelly e da David Bowie) appaiono brevemente nella camera da letto di Sarah insieme a ritagli di giornale che riportano la loro "storia d'amore a intermittenza". Sarah idolatra sia sua madre che il fidanzato, di nome Jeremy nella trasposizione letteraria; il libro elabora l'aspirazione di Sarah a seguire il loro esempio per diventare un'attrice e la fantasia di vivere il loro stile di vita da celebrità. Dopo la sua avventura nel Labirinto, essendo maturata e avendo rivalutato la sua vita, Sarah mette via tutti i ritagli di Linda e Jeremy, così come il carillon che sua madre le aveva regalato. Brian Henson ha suggerito che il fatto che Linda Williams si sia separata dal marito piuttosto che essere deceduta sia stato deciso per evitare di "trasformare [Labyrinth] in un film che affronta la morte", notando che, se la madre di Sarah fosse morta, la storia avrebbe dovuto affrontare la perdita di Sarah come una parte significativa "del suo viaggio".

### Video musicale
Sarah appare nel video musicale promozionale per la canzone di David Bowie As the World Falls Down dalla colonna sonora di Labyrinth. Diretto da Steve Barron nel 1986, il video presenta l'attrice francese Charlotte Valandrey insieme a spezzoni di Jennifer Connelly tratti dal film.

### Fumetti spin-off

#### Return to Labyrinth
Sarah appare in Return to Labyrinth, un manga originale in lingua inglese in quattro volumi scritto da Jake T. Forbes come sequel del film, pubblicato da Tokyopop tra il 2006 e il 2010. È un personaggio secondario nella serie, ambientata oltre un decennio dopo gli eventi del film. Dopo non essere riuscita a entrare alla Juilliard School, Sarah ha abbandonato le sue ambizioni di diventare un'attrice e vive una vita tranquilla come insegnante di inglese. Condivide uno stretto rapporto con suo fratello Toby, che ora è un adolescente. Sarah riceve la visita di Jareth, che ha abdicato al suo trono e ha lasciato il Labirinto a Toby in modo che potesse cercarla nel mondo umano. Ancora innamorato di Sarah e desiderandola come sua regina, Jareth è deluso nello scoprire che lei non si ricorda di lui e che ha abbandonato le sue fantasie fiabesche per una vita più pratica. Con il mondo del Labirinto in uno stato di deterioramento e i poteri di Jareth in indebolimento, lui usa l'ultima parte della sua magia per risvegliare i ricordi di Sarah su di lui e sul Labirinto e tenta di convincerla a creare un nuovo mondo con lui dai loro sogni condivisi. Tuttavia, Sarah desidera preservare i suoi amici dal Labirinto e realizza i suoi sogni scrivendo storie, permettendo all'esistenza di tutti nel Labirinto di continuare.

#### Archaia Entertainment
Sarah appare in Labyrinth: Coronation, una serie a fumetti di 12 numeri scritta da Simon Spurrier e pubblicata da Archaia Entertainment tra il 2018 e il 2019. Il suo personaggio e il suo arco narrativo sono gli stessi del film, mentre il fumetto segue contemporaneamente la storia parallela di Maria, un'altra giovane donna che attraversa il Labirinto per salvare una persona cara, ambientata diverse centinaia di anni prima di Sarah. Si scopre alla fine che Maria è la madre di Jareth, allora un neonato, ed è lui che deve salvare dal Labirinto, fallendo però nell'impresa.
Sarah ha una piccola apparizione in Labyrinth: Masquerade, un racconto monografico pubblicato da Archaia nel 2020 sui partecipanti al ballo nel suo sogno in maschera.

### Merchandise
Sarah è protagonista di molti dei prodotti ispirati a Labyrinth, come libri da colorare e poster.
Una statuetta Funko Pop di Sarah è stata rilasciata nel 2016. Weta Workshop ha prodotto una statuetta in vinile di Sarah come parte della sua linea Mini Epics nel 2021. Nel 2023, il produttore di prodotti di cultura pop Plastic Meatball ha rilasciato una action figure in scala da 3,75 " di Sarah.